# HMS Onyx (J221)
«Онікс» (англ. HMS Onyx (J221) — військовий корабель, тральщик типу «Алджерін» Королівського військово-морського флоту Великої Британії часів Другої світової війни.
Корабель брав участь у бойових діях на морі в Другій світовій війні, бився в Атлантиці, в Арктиці, супроводжував конвої, підтримував висадку морського десанту в Нормандії.
За проявлену мужність та стійкість у боях бойовий корабель заохочений трьома бойовими відзнаками.

## Історія створення
Тральщик «Онікс» був закладений 24 листопада 1941 року на верфі компанії Harland and Wolff у Белфасті. 27 жовтня 1942 року він був спущений на воду, а 26 березня 1943 року увійшов до складу Королівських ВМС Великої Британії.

## Історія служби
28 січня 1944 року тральщик «Онікс» на початковій фазі входив до складу ескортної групи конвою JW 56B, що прямував до Кольської затоки. Транспортний конвой зазнав скоординовані атаки німецьких субмарин..
8 лютого він вийшов з однотипними тральщиками «Гідра», «Лоялті», «Орестес» і «Реді» назустріч конвою RA 57, що повертався від берегів Росії до Лох Ю.
Наприкінці березня 1944 року «Онікс» супроводжував конвой JW 58 з 47 транспортних та вантажних суден до берегів Радянського Союзу.